# Cheles
Cheles è un comune spagnolo di 1 330 abitanti situato nella comunità autonoma dell'Estremadura.